# Brahmaeops japonica
Brahmaeops japonica är en fjärilsart som beskrevs av Butler 1873. Brahmaeops japonica ingår i släktet Brahmaeops och familjen Brahmaeidae. Inga underarter finns listade i Catalogue of Life.